# Avon (villa)
Avon es una villa ubicada en el condado de Livingston en el estado estadounidense de Nueva York. En el año 2000 tenía una población de 2,977 habitantes y una densidad poblacional de 383 personas por km².

## Geografía
Avon se encuentra ubicada en las coordenadas 42°54′37″N 77°44′52″O / 42.91028, -77.74778.

## Demografía
Según la Oficina del Censo en 2000 los ingresos medios por hogar en la localidad eran de $40,109, y los ingresos medios por familia eran $53,105. Los hombres tenían unos ingresos medios de $40,156 frente a los $27,470 para las mujeres. La renta per cápita para la localidad era de $22,758. Alrededor del 7.5% de la población estaban por debajo del umbral de pobreza.